# Ostatnia miłość
Ostatnia miłość (tytuł oryginalny: Dashuria e fundit) – albański film fabularny z roku 1994 w reżyserii Gjergjego Xhuvaniego.

## Opis fabuły
Bohaterką filmu jest kobieta, która po zawodzie miłosnym zostaje sama i utrzymuje się z nierządu. Sposób życia, który wybiera jest potępiany przez jej otoczenie.
Film realizowano w Durrës. W 1985 scenariusz filmu został wyróżniony na Festiwalu Filmu Albańskiego w Tiranie.

## Obsada
- Luiza Xhuvani jako Mariana Golemi
- Kastriot Çaushi jako Lionel Istmaku
- Guljelm Radoja jako obcokrajowiec
- Andon Qesari jako szef policji
- Bedri Jashari
- Klareta Lamaj
- Avni Rada
- Edmond Shehu
- Ilia Shyti
- Alfred Trebicka